# Зелёный человек

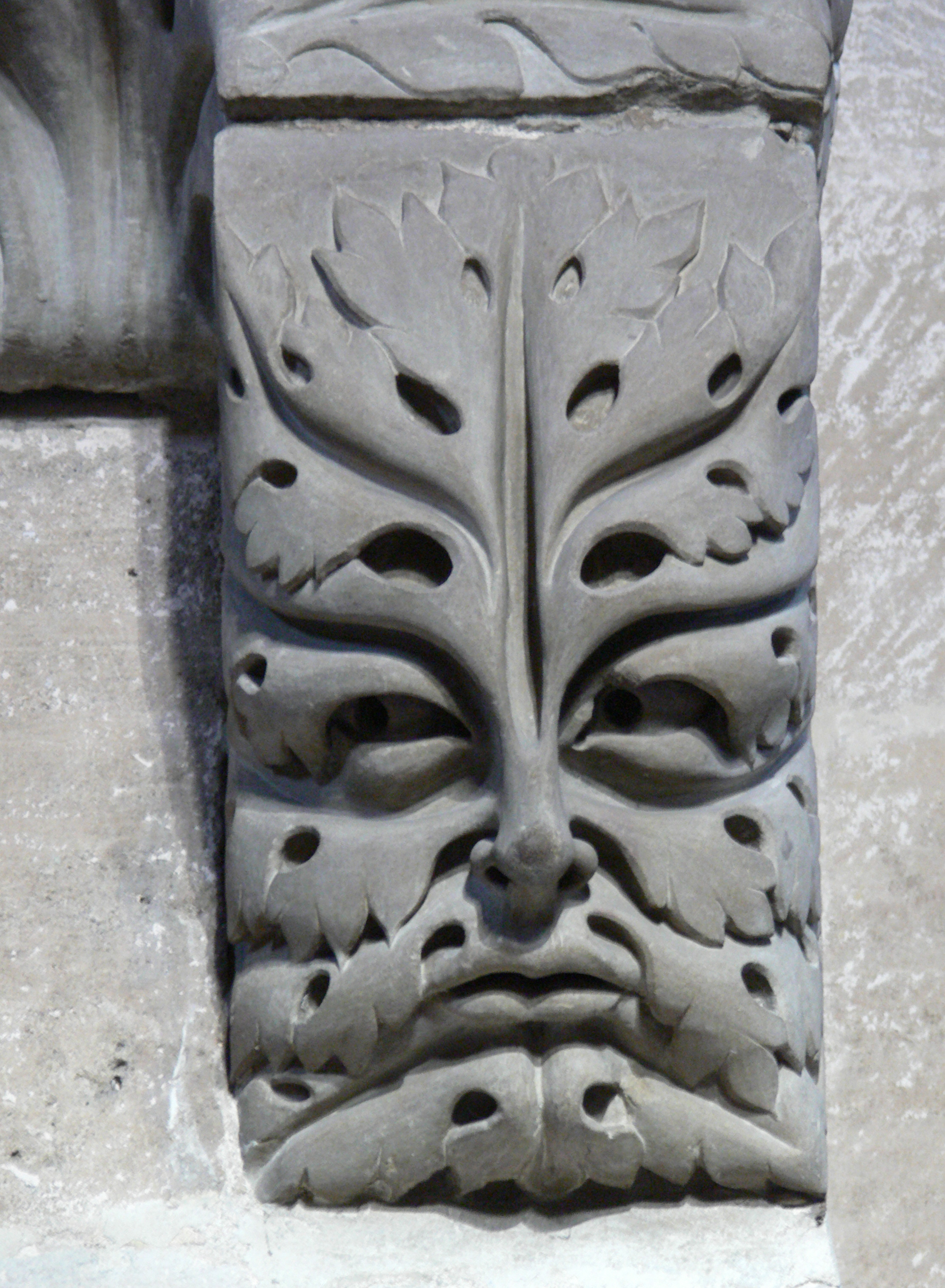
Консоль в форме лица «зелёного человека» на фасаде Бамбергского собора

Зелёный человек (англ. Green Man) — мотив в искусстве раннего Средневековья, скульптура, рисунок или иное изображение человекоподобного лица в окружении из листьев или как будто сделанного из них. Ветви или лозы могут прорастать в нос, рот, ноздри или другие части лица, и эти побеги могут нести на себе цветы или фрукты. Обычно используется как декоративный архитектурный орнамент. Зелёные люди часто встречаются на резьбе в церквях и другие зданиях (как светских, так и церковных). «Зелёный человек» также является популярным названием английских пабов; также это название часто используется в гостиницах, в которых зачастую имеются изображения зелёного человека в полный рост (а не только лицо, как обычно).
Мотив «зелёного человека» имеет множество вариаций. Будучи найден во многих культурах по всему миру, зелёный человек часто отождествляется с вегетативным божеством природы, появляющимся в разных культурах на протяжении веков. В первую очередь это интерпретируется как символ возрождения, означающий начало очередного цикла роста растений каждой весной. Некоторые учёные полагают, что мифологический образ зелёного человека развивался независимо в отдельных традициях древних культур и превратился в широкий спектр примеров, найденных на протяжении всей истории в разных местах земного шара.

## Типы
Джулия Фитцрой Реглан ввела термин «Зелёный человек» в своей статье 1939 года «Зелёный человек в церковной архитектуре» в The Folklore Journal. До этого момента некоторые исследователи объединяли или связывали его с фольклорным персонажем «Джек в зелёном».
Как правило, упомянутые в работах по архитектуре резные изображения зелёного человека в виде лиственных голов или лиственных масок могут иметь различные формы — как натуралистические, так и декоративные. Самый часто встречающийся мотив — изображение лица человека, выглядывающего из плотной листвы. Некоторые головы могут иметь листья на волосах, иногда также зелёные бороду и усы. Часто листья или побеги листьев показаны растущими из открытого рта, а иногда даже из носа и глаз. В наиболее абстрактных вариантах резьба, на первый взгляд, кажется просто стилизованными листьями, лицевой же элемент становится видимым только при ближайшем рассмотрении. Лицо почти всегда мужское, «зелёные женщины» редки. Тем не менее, найдены изображения «зелёных» кошек, львов и демонов. На надгробиях и других памятниках человеческие черепа иногда изображены с прорастающими на них виноградными лозами или другими растениями — по-видимому, как символ воскресения (пример такого надгробия есть в Шеббере, графство Девон, Англия).
Образ зелёного человека появляется в изображениях во многих формах, однако есть три наиболее распространённых типа:
- the Foliate Head — голова, полностью покрытая зелёными листьями.
- the Disgorging Head — растительность растёт изо рта.
- the Bloodsucker Head — ростки растительности произрастают изо всех отверстий лица.

## Зелёный человек в церковной архитектуре
Внешне зелёный человек кажется языческим символом, возможно — духом рождаемости или природы, похожим на так называемого вудвуза (дикого лесного человека, персонажа средневекового фольклора), и всё же его изображение, вырезанное из дерева или камня, часто создавалось в церквях, часовнях, монастырях и соборах — примеры подобного можно обнаружить до начала XX века. Самый ранний пример изображения зелёного человека (с листьями, растущими изо рта) обнаружен в Сент-Абре, Сент-Хиллари-ле-Гран, и датирован 400 годом нашей эры.
Для современного наблюдателя старинная (романская и средневековая) резьба часто предстаёт в жутком или сверхъестественном образе. Этот аргумент иногда приводится для указания жизнеспособности зелёного человека, который сумел «выжить», будучи символом из дохристианских традиций, несмотря ни на что, и в то же время может отражать политику христианства того времени: чтобы не отчуждать новообращённых, ранние христианские миссионеры часто принимали и адаптировали местных богов, иногда превращая их в святых.

## Поздние вариации на тему зелёного человека
В эпоху Возрождения сложные вариации на тему зелёного человека, часто с головами животных, а не человеческими лицами, появляются во многих произведениях искусства, кроме резьбы (в том числе манускриптах, металлообработке, экслибрисах и витражах). Они, скорее всего, использовались для исключительно декоративного эффекта, а не отражали какие-либо глубоко укоренившиеся убеждения. Швейцарский гравёр Нума Гийо создал экслибрис, изображающий зелёного человека в мельчайших деталях. Он был закончен около 1887 года.
В Британии образ зелёного человека возродился в XIX веке, став популярным среди архитекторов неоготического направления и времён движения искусств и ремёсел, когда он создавался в качестве декоративного мотива внутри и снаружи многих зданий, как религиозных, так и светских. Американские архитекторы подхватили этот мотив примерно в то же время. Зелёный человек также «путешествовал» с европейцами, которые колонизировали мир. Многие его вариации могут быть найдены в неоготической викторианской архитектуре. Он был очень популярным среди австралийских каменщиков, ввиду чего его можно найти на многих светских и религиозных зданиях в этой стране.

## Современные изображения
Образ зелёного человека возрождён в наше время и используется художниками всего мира в самых разных направлениях и вариациях. Среди них английский художник Пол Сивелл, который создал уайтфилдского зелёного человека — резьбу по дереву на мёртвом участке живого дуба, изображающую голову; Дэвид Эвелей, английский садовый дизайнер, который создал пенпортский «тысячелетний лабиринт» зелёного человека в Повисе, Уэльс (крупнейшее изображение зелёного человека в мире); замбийский скульптор Тоин Адамс (Тоуни Грей), которая создала скульптуру из дерева зелёного человека 12 м высотой в Бирмингеме, Великобритания (крупнейшая свободно стоящая скульптура зелёного человека в мире), а также скульптор М. Дж. Андерсон, который создал мраморную скульптуру под названием Зелёный Человек.
Среди других — Джейн Брайдсон, австралийский художник Марджори Басси, американский художник Моника Ричардс и английский фэнтези-художник Петер Праковник, чья работа появилась в ряде СМИ.
Американский художник Роб Джузак развивает в своём творчестве тему зелёного человека как духовного покровителя Земли и изобразил его качающим планету в колыбели; художница Дороти Боуэн создала картину в виде шёлкового кимоно под названием Greenwoman («Зелёная женщина») — как выражение женского аспекта легенды.
Зелёный человек и различные вариации на его тему часто встречаются в современной литературе направлений фэнтези и научной фантастики.

## Символы
Предпринимались попытки провести параллели между образами зелёного человека и различных божеств, таких как британское кельтское божество Луд, также известное как Ноденс. Многие считают его образ связанным с месопотамским Таммузом, который считается символом торжества жизни над зимой и смертью, Осирисом, Одином и даже Иисусом, а также с более поздними фольклорными и литературными персонажами, такими как короли Дуб и Падуб.
Изображение, внешне похожее на зелёного человека, в виде частично лиственной маски в окружении вакхических фигур, находится в центре серебряного подноса IV века из милденхалльских сокровищ, найденных на римской вилле в Саффолке, Англия; маска, скорее всего, представляет Нептуна или Океана, а растения являются водорослями.
Мифические фигуры, такие как Илия в иудаизме и Хизр, мистический пророк вечной жизни, в исламе, Цернунн, Сильван, Derg Corra, Зелёный Георгий, Джек в зелёном, Джон Ячменное Зерно, Робин Гудфеллоу, Зелёный Рыцарь, как иногда утверждается, имеют общее происхождение от образа зелёного человека; также есть предположения, что история Робина Гуда была рождена из того же самого мифического образа. Более современное воплощение можно найти в Питере Пэне, который входит в цивилизованный мир из «Нетландии» одетым в зелёные листья. Даже Пер Ноэль («Отец-Рождество»), который часто изображался облачённым в одежды из плюща на ранних изображениях, может выступать в качестве духа леса.
Зелёный рыцарь из поэмы «Сэр Гавейн и Зелёный Рыцарь» является монстром, но при этом и наставником сэра Гавейна, принадлежащим дохристианскому миру, который кажется антагонистом, но в конце концов оказывается в гармонии с философией христианства.
В германских странах, таких как Германия, Исландия и Англия, изображения зелёного человека могут быть вдохновлены божествами, такими как Фрейр или Один, так как оба они имеют многие атрибуты, позже воплощённые в образе зелёного человека, распространившегося по всей Европе.
Этимологические исследования Университета Уэльса, предметом которых были имена кельтских богов и богинь, показывают, что кельтское божество Виридиос имеет имя, означающее «Зелёный человек» как в кельтском языке, так и в латинском.

## Зелёный человек за пределами Европы
В своей книге The Green Man Майк Хардинг приводит примеры подобных фигур на Борнео, в Непале и в Индии; самой ранней из них является лиственная голова, датируемая VIII веком, в джайнистском храме в штате Раджастхан. Также отмечается, что головы из Ливана и Ирака можно датировать даже II веком, а также что есть раннероманская лиственная голова, датируемая XI веком, в тамплиерской церкви в Иерусалиме. Он предполагает, что символ, возможно, возник в Малой Азии и был позже перенесён в Европу, «путешествуя» в виде резных каменных изображений.
Том Читем, авторитет в области исламского мистицизма, отождествляет с зелёным человеком Хизира из эзотерического суфизма. В своей книге о работе Анри Корбена и других, касающейся мусульманского святого XII века Ибн Араби, он развивает идею «Зелёный человек/Хизир» как принцип посредника между духовным и физическим миром.
В одной из своих ролей древнеегипетский бог Осирис предстаёт как божество зерна и обычно изображается с зелёной растительностью на лице, что олицетворяет возрождение и восстановление. Контейнеры почвы в форме Осириса, сажаемого вместе с семенем («Кровати Осириса»), найдены в некоторых могилах эпохи Нового Царства. Вырастающее зерно подразумевало возрождение покойного.
Другими богами, изображаемыми зелёными, были тибетский Амогха-сиддхи и ацтекский Тлалок.